# موتورهای چاه خشک هور
موتورهای چاه خشک هور، روستایی در دهستان هور بخش هور شهرستان فاریاب در استان کرمان ایران است.